# Pommera
Pommera är en kommun i departementet Pas-de-Calais i regionen Hauts-de-France i norra Frankrike. Kommunen ligger i kantonen Pas-en-Artois som tillhör arrondissementet Arras. År 2022 hade Pommera 308 invånare.

## Befolkningsutveckling
Antalet invånare i kommunen Pommera
| Referens: INSEE |